# HK Olimpija Kompas 1989/90
Sezona 1989/90 HK Olimpija Kompas, ki je osvojila tretje mesto v jugoslovanski ligi.
- Trener:  Nikolaj Ladigin

| Vratarji | Vratarji                                        | Vratarji       | Vratarji    | Vratarji | Vratarji                    | Vratarji             |
| -------- | ----------------------------------------------- | -------------- | ----------- | -------- | --------------------------- | -------------------- |
| #        | Nar                                             | Igralec        | Boljša roka | Sez.     | Starost (rojstni dan)       | Kraj rojstva         |
|          | Socialistična federativna republika Jugoslavija | Zvonimir Bolta |             | 7        | 27 let (17. maj 1962)       | Ljubljana, Slovenija |
|          | Socialistična federativna republika Jugoslavija | Luka Simčič    | leva        | 3        | 19 let (16. september 1969) | Ljubljana, Slovenija |
|          | Socialistična federativna republika Jugoslavija | Martin Novak   | leva        | 4        | 19 let (27. januar 1970)    | Ljubljana, Slovenija |

| Branilci | Branilci                                        | Branilci        | Branilci    | Branilci | Branilci                    | Branilci             |
| -------- | ----------------------------------------------- | --------------- | ----------- | -------- | --------------------------- | -------------------- |
| #        | Nar                                             | Igralec         | Boljša roka | Sez.     | Starost (rojstni dan)       | Kraj rojstva         |
|          | Socialistična federativna republika Jugoslavija | Igor Beribak    |             | 4        | 25 let (18. maj 1964)       | Ljubljana, Slovenija |
|          | Socialistična federativna republika Jugoslavija | Andrej Brodnik  | desna       | 5        | 19 let (4. maj 1970)        | Ljubljana, Slovenija |
|          | Socialistična federativna republika Jugoslavija | Igor Hriberšek  | leva        | 2        | 21 let (11. januar 1968)    | Ljubljana, Slovenija |
|          | Socialistična federativna republika Jugoslavija | Jože Kovač      |             | 1        | 27 let (23. september 1961) | Ljubljana, Slovenija |
|          | Sovjetska zveza                                 | Nikolaj Ladigin |             | 3        | 35 let (20. maj 1954)       | Rusija               |
|          | Socialistična federativna republika Jugoslavija | Tomaž Židan     |             | 2        |                             | Slovenija            |

| Napadalci | Napadalci                                       | Napadalci       | Napadalci | Napadalci   | Napadalci | Napadalci                 | Napadalci                   |
| --------- | ----------------------------------------------- | --------------- | --------- | ----------- | --------- | ------------------------- | --------------------------- |
| #         | Nar                                             | Igralec         | Položaj   | Boljša roka | Sez.      | Starost (rojstni dan)     | Kraj rojstva                |
|           | Socialistična federativna republika Jugoslavija | Marjan Gorenc   | F         | leva        | 7         | 25 let (27. februar 1964) | Ljubljana, Slovenija        |
|           | Socialistična federativna republika Jugoslavija | Dejan Kontrec   | LW        | leva        | 5         | 19 let (23. januar 1970)  | Ljubljana, Slovenija        |
|           | Socialistična federativna republika Jugoslavija | Srdan Kuret (C) | F         |             | 4         | 31 let (20. maj 1958)     | Slovenija                   |
|           | Socialistična federativna republika Jugoslavija | Jože Praznik    | LW        |             | 1         | 15 let (14. maj 1974)     | Slovenija                   |
|           | Kanada                                          | Kevin Ryan      | LW        | desna       | 1         | 23 let (5. maj 1966)      | Huntsville, Ontario, Kanada |
|           | Socialistična federativna republika Jugoslavija | Edvard Peterlin | RW        | leva        | 2         | 22 let (5. oktober 1966)  | Ljubljana, Slovenija        |
|           | Socialistična federativna republika Jugoslavija | Roman Vrščaj    | F         | desna       | 2         |                           | Ljubljana, Slovenija        |
|           | Socialistična federativna republika Jugoslavija | Nik Zupančič    | RW        | desna       | 4         | 20 let (3. november 1968) | Ljubljana, Slovenija        |

## Tekmovanja

### Jugoslovanska liga
Uvrstitev: 3. mesto